# Alvar (Shirak)
Pour les articles homonymes, voir Alvar (homonymie).
Alvar (en arménien Ալվար) est une communauté rurale du marz de Shirak en Arménie. Comprenant également la localité d'Aravet, elle compte 160 habitants en 2008.